# 電車線與列車線
電車線與列車線是日本鐵路用語，用來指將雙複線鐵路配置成兩個不同運行系統的營運模式，主要用於大都市的鐵路線路段。分別為：
- 電車線 - 供電車使用的鐵路軌道，現今主要指通勤鐵路、城市軌道交通等運行於市中心與郊區之近距離列車用路線。
- 列車線 - 供列車使用的鐵路軌道，現今主要指區域鐵路、城際列車等運行於都市間的遠距離列車用路線，並兼供貨物列車使用。

事實上，日本許多鐵路業者也有類似的營運方式，即把一個鐵路線路上的普通列車與快速列車各使用一組複線鐵路行駛，又稱為「緩急分離」。只是「電車線」與「列車線」的名稱主要由JR及舊日本國鐵使用，一般則多稱為「緩行線」與「急行線」（或快速線）。

## 範例
東北本線的東京 - 大宮間路段，電車線是供京濱東北線與山手線的電車行駛，列車線則供上野東京線、宇都宮線、高崎線的列車行駛。
東海道本線的東京 - 大船間路段，電車線是供京濱東北線與山手線的電車行駛，列車線則供東海道線、橫須賀線的列車行駛。